# Felicjan Krajewski
Felicjan Krajewski herbu Jasieńczyk (zm. w maju 1706) – kasztelan bydgoski.
Syn Jakuba i Anny Widlickiej. Brat Stanisława, proboszcza kaliskiego i Wojciecha, dziekana łowickiego.
Miał syna Stanisława (zm. 1736), starostę gostyńskiego.
Początkowo był cześnikiem bracławskim (1679), następnie chorążym gostyńskim (1683) i starostą gostyńskim (1685).
Od 1690 rewizor skarbu koronnego. Poseł ziemi gostyńskiej na sejm konwokacyjny 1696 roku. Po zerwanym sejmie konwokacyjnym 1696 roku przystąpił 28 września 1696 roku do konfederacji generalnej.